# Saint-Benin-d'Azy
Saint-Benin-d'Azy è un comune francese di 1 309 abitanti situato nel dipartimento della Nièvre nella regione della Borgogna-Franca Contea.

## Società

### Evoluzione demografica
Abitanti censiti